# Staffan Norberg
Staffan Norberg, född 1956, är en svensk vänsterpartistisk politiker. Han var från 1999 till 2018 gruppledare för Vänsterpartiet i kommunfullmäktige i Södertälje kommun. 2000 blev han kommunalråd i Södertälje. Efter valet 2018 har han istället haft politiska uppdrag i Region Stockholm.
Norberg har studerat i Umeå. Han var engagerad i Vägval Vänster och ingick i dess styrelse 2007–2009.